# Psilogobius randalli
Psilogobius randalli är en fiskart som först beskrevs av Goren och Karplus, 1983.  Psilogobius randalli ingår i släktet Psilogobius och familjen smörbultsfiskar. Inga underarter finns listade i Catalogue of Life.